# Abu Hamad
Abu Hamad eller Abu Hamed (arabiska: أبو حمد) är en stad i Sudan på högra stranden av Nilen, 555 km norr om Khartoum med järnväg. Abu Hamad ligger i mitten av den stora S-formade Nilkröken, och härifrån går järnvägen till Wadi Halfa över Nubiska öknen.

## Historik
Innan järnvägen byggdes var Abu Hamad utgångspunkt för karavanerna genom Nubiska öknen till Korosko.
Abu Hamad erövrades 7 augusti 1897 av engelsk-egyptiska trupper i samband med Mahdistkriget.